# پوکاچوچا (کالکا)
پوکاچوچا (به اسپانیایی: Pukaqucha) یک کوه در پرو است که در پرو واقع شده‌است. پوکاچوچا ۴٬۴۰۰ متر بالاتر از سطح دریا واقع شده‌است.